# 日高トモキチ
日高 トモキチ（ひだか ともきち、1965年6月20日 - ）は、日本の漫画家・イラストレーター・小説家。宮崎県宮崎市出身。

## 概要
宮崎県に生まれ、東京・大阪・神戸市で育つ。早稲田大学第一文学部卒業後、学習参考書の編集者を経て漫画家デビュー。早稲田大学漫画研究会OB。ライターとしての活動もある。
1988年にケイブンシャ発行の『ディープダンジョンIII攻略本』でライターデビュー。1989年に実業之日本社より刊行されたテレビ雑誌『TVザウルス』の連載『ピテカントロプスTV』にて漫画家デビュー。またSF同人誌『パラドックス』に小説「アンビストマの大迷宮」を発表。
1990年にはテレビゲームソフト『アイドル八犬伝』の企画・コンテを担当している。
2018年には、過去の日高の小説「アンビストマの大迷宮」及び麻雀漫画『PARADISE LOST』を読んだ、作家宮内悠介に依頼されて執筆した小説「レオノーラの卵」が、『小説宝石』および『宮内悠介リクエスト! 博奕のアンソロジー』に掲載され、以来、本格的に小説執筆も開始している。
2021年7月、日本SF作家クラブの会員となる。2024年9月、日本SF作家クラブの理事となる。

## 作品リスト

### コミックス

#### 単著
- パラダイス・ロスト1（近代麻雀オリジナル/竹書房・1994年）
- さぼんどーる（ヤングマガジン増刊エグザクタ/講談社・1996年）
- みぞれの教室（月刊ドラゴンエイジ/角川書店・2006年）
- トーキョー博物誌1 日高トモキチの やすらぎの動植物観察ナビ（コミック・ガンボ/産経新聞出版・2007年）
- トーキョー博物誌 東京動物観察帳（産経新聞出版・2008年-2009年、2巻）
- 水族館で働くことになりました（メディアファクトリー・2015年）

#### 共著・原作有
- 猟師になりたい!（北尾トロ共著、角川文庫、2016年10月）
- 猟師になりたい!2 山の近くで愉快にくらす（北尾トロ共著、角川文庫、2017年10月）
- 猟師になりたい!3 晴れた日は鴨を撃ちに（北尾トロ共著、角川文庫、2018年8月）
- ダーウィンの覗き穴 マンガ版 -虫たちの性生活が凄いんです（メノ・スヒルトハウゼン原作、早川書房・2019年）

### 文筆単行本
単著
- 『レオノーラの卵 日高トモキチ小説集』（光文社、2021年5月）
  - 「レオノーラの卵」（『小説宝石』2018年11月号）
    - 『宮内悠介リクエスト! 博奕のアンソロジー』（光文社、2019年1月 / 光文社文庫、2020年2月）に再録された。
    - 『おうむの夢と操り人形 年刊日本SF傑作選』（創元SF文庫、2019年8月）に再録された。

  - 「旅人と砂の船が寄る波止場」（『小説宝石』2019年3月号）
  - 「ガヴィアル博士の喪失」（『小説宝石』2019年7月号）
  - 「コヒヤマカオルコの判決」（『小説宝石』2019年11月号）
  - 「回転の作用機序」（『小説宝石』2020年3月号）
  - 「ドナテルロ後夜祭」（『小説宝石』2020年7月号）
  - 「ゲントウキ」（書下ろし）

共著
- 東村山を歩き尽くす まちの横顔探訪散策（里中遊歩、宮里美也子共著、けやき出版・2009年）
- 里山奇談（文芸書、coco、玉川数共著、KADOKAWA・2017年6月）
  - 文庫化『里山奇談 よみがえる土地の記憶』（角川文庫、2019年11月）
- 里山奇談 : めぐりゆく物語（文芸書、coco、玉川数共著、KADOKAWA・2018年6月 / 角川文庫、2020年5月）
- 里山奇談 : あわいの歳時記（文芸書、coco、玉川数共著、KADOKAWA・2019年10月）

### 未単行本化作品
漫画
- 私設野球博物館（まんがパロ野球ニュース/竹書房）
- 恋は山手線（まんがくらぶオリジナル/竹書房・1999年-2000年）
- お見合い探偵局 → 爆笑お見合い探偵局（まんがくらぶオリジナル/竹書房・2000年-2006年）
- PLACE ON LINE（原作：山崎かな女、コミックバウンド/エニックス・2000年）
- チャイナさんち（みこすり半劇場/ぶんか社）

小説
- 「アンビストマの大迷宮」（『SFスナイパー『パラドックス』SF傑作選』ミリオン出版、1998年3月10日）
- 「壺中天」（『地球へのSF』ハヤカワ文庫JA、2024年5月）

エッセイなど
- 「旅の終わりのナンマイダ」（『小説宝石』2021年6月号）